# Colonia Víctor Bravo Ahuja
Colonia Víctor Bravo Ahuja är en ort i Mexiko.   Den ligger i kommunen San Juan Bautista Tuxtepec och delstaten Oaxaca, i den sydöstra delen av landet, 300 km öster om huvudstaden Mexico City. Colonia Víctor Bravo Ahuja ligger 23 meter över havet och antalet invånare är 134.
Terrängen runt Colonia Víctor Bravo Ahuja är platt. Runt Colonia Víctor Bravo Ahuja är det ganska tätbefolkat, med 160 invånare per kvadratkilometer. Närmaste större samhälle är Tuxtepec, 2,6 km söder om Colonia Víctor Bravo Ahuja. Omgivningarna runt Colonia Víctor Bravo Ahuja är en mosaik av jordbruksmark och naturlig växtlighet.